# Anonconotus mercantouri
Anonconotus mercantouri är en insektsart som beskrevs av Galvagni och Fontana 2003. Anonconotus mercantouri ingår i släktet Anonconotus och familjen vårtbitare. Inga underarter finns listade i Catalogue of Life.